# 2015
Het jaar 2015 is een jaartal volgens de christelijke jaartelling.

## Gebeurtenissen
- Bergen en Pilsen worden culturele hoofdsteden van Europa.
- Wereldtentoonstelling in Milaan.
- Einddatum van de millenniumdoelstellingen die door alle landen van de Verenigde Naties in september 2000 werden ondertekend.
- Er is vanaf het voorjaar officieel sprake van een Europese vluchtelingencrisis.

### Januari
- 1 - Letland neemt het voorzitterschap van de Raad van de Europese Unie over van Italië.
- 1 - Litouwen treedt toe tot de eurozone en start met het omwisselen van zijn Litouwse litas voor euro's.
- 1 - De Euraziatische Unie treedt officieel in werking. De EAU behelst economische samenwerking tussen Rusland, Wit-Rusland en Kazachstan.
- 1 - In de binnenstad van Alkmaar branden tijdens de nieuwjaarsnacht vier historische panden af.
- 7 - In Parijs vallen twaalf doden en elf gewonden bij een aanslag op het satirische weekblad Charlie Hebdo.
- 9 - De Franse politie beëindigt een gijzeling in een drukkerij in Dammartin-en-Goële door de twee verdachten van de aanslag op Charlie Hebdo, en een gijzeling in een joodse supermarkt in Parijs. Bij het begin van de gijzeling in de supermarkt komen vier mensen om het leven, de drie daders van de gijzeling komen ook om.
- 15 - In België worden in verschillende plaatsen antiterreuracties gehouden. In een huis in Verviers worden twee verdachten doodgeschoten.
- 16 - In Niger vallen tien doden en worden 45 kerken in brand gestoken bij een protest tegen de cartoon op de voorpagina van de eerste Charlie Hebdo na de aanslag.
- 23 - Salman bin Abdoel Aziz al-Saoed volgt zijn halfbroer Abdoellah bin Abdoel Aziz al-Saoed op als koning van Saoedi-Arabië.
- 28 - De Belgische kotter Z-85 vergaat in Het Kanaal nabij de Britse kust. Aan boord waren vier opvarenden, van wie er twee vrij snel worden gevonden.
- 29 - Het achtuurjournaal van NOS vervalt omdat een gewapende man binnendringt en zendtijd eist. De hervatting van de uitzendingen duurt enige tijd.
- januari - Bij Dalfsen vinden archeologen een grafveld uit het Neoliticum. Uit de grafgiften blijkt, dat de bewoners behoorden tot de trechterbekercultuur.

### Februari
- 14 - In Kopenhagen opent Omar Abdel Hamid El-Hussein het vuur op een gebouw waar een bijeenkomst wordt gehouden over de vrijheid van meningsuiting. Doelwit was waarschijnlijk de Zweed Lars Vilks. Later opent hij ook het vuur bij de Grote Synagoge van Kopenhagen. Er vallen uiteindelijk drie doden, waaronder de dader.
- 15 - De terreurbeweging Islamitische Staat publiceert een video waarin de onthoofding van 21 koptische christenen te zien is. In de video verklaart de beul dat IS ten zuiden van Rome staat. Als reactie op deze video bombardeert Egypte verschillende IS-doelen in Libië.
- 15 - In Amsterdam wordt vereniging PROUD opgericht. Een vereniging die de belangen van (oud-)sekswerkers behartigt en de doelstelling heeft om de emancipatie van sekswerkers te bevorderen.
- 19 - In Rome wordt de recent opgeknapte Barcaccia-fontein beschadigd door hooligans van Feyenoord die in de stad zijn voor de UEFA Europa League-wedstrijd AS Roma-Feyenoord. Er worden onder meer flessen en een vuurwerkbom tegenaan gegooid.
- 27 - Boris Nemtsov, een opponent van Vladimir Poetin, wordt in Moskou op straat doodgeschoten.

### Maart
- 1 - Wijziging Nederlandse Opiumwet stelt ook de voorbereiding van wietteelt strafbaar. De zogenaamde growshops moeten de deuren sluiten.
- 5 - Islamitische Staat richt vernielingen aan op de archeologische sites van Kalhu (Nimrud) en Hatra in het tegenwoordige Irak.
- 7 - Aankomst van de ruimtesonde Dawn bij 1 Ceres.
- 9 - Bij een helikopterbotsing in Argentinië komen onder anderen topsporters Camille Muffat, Alexis Vastine en Florence Arthaud om het leven.
- 9 - Ivo Opstelten treedt af als minister van Veiligheid en Justitie in Nederland. Vrijwel gelijktijdig treedt ook Fred Teeven af als staatssecretaris van Justitie.
- 16 - viering 200 jaar Koninkrijk der Nederlanden.
- 17 - Parlementsverkiezingen in Israël betekenen een versterking van de rechtse meerderheid in de Knesset.
- 18 - Provinciale Staten- en Waterschapsverkiezingen in Nederland. Grote winnaar is D66, grote verliezer de Partij van de Arbeid.
- 18 - Aanslag op het Bardomuseum in de Tunesische hoofdstad Tunis. Er zijn meer dan 20 doden te betreuren.
- 19 - Begin van de Jemenitische Burgeroorlog.
- 20 - Totale zonsverduistering boven het noorden van de Atlantische Oceaan (onder andere de eilanden Faeröer en Spitsbergen) en de Noordpool.
- 20 - Bij een dubbele aanslag op twee sjiitische moskeeën in de Jemenitische hoofdstad Sanaa komen meer dan 140 mensen om het leven.
- 24 - Germanwings-vlucht 9525 van Barcelona naar Düsseldorf stort neer nabij de Franse stad Barcelonnette. 144 passagiers en 6 bemanningsleden komen om het leven. De ramp blijkt later een bewuste actie van de co-piloot Andreas Lubitz.
- 25 - Krakersrellen tijdens "een ouderwetse Amsterdamse ontruiming" van een groot krakersbolwerk in de Spuistraat in Amsterdam.
- 26 - Saoedi-Arabië en acht bondgenoten uit het Golfgebied beginnen aan een lange periode van luchtbombardementen op Jemen, waar Houthirebellen de gekozen regering hebben verdreven.
- 26 - Na 530 jaar worden de resten van de Engelse koning Richard III herbegraven in de kathedraal van Leicester.
- 28 - Heropening na tientallen jaren van het Caminito del Rey, een wandeltocht over een ravijn bij Málaga in Andalusië.

### April
- 11 - Op Malta wordt een initiatief om de jacht op trekvogels te verbieden, bij referendum met een kleine meerderheid verworpen.
- 25 - In Nepal vindt een aardbeving met een kracht van 7,9 op de schaal van Richter plaats, waarbij zeker 7.557 mensen het leven laten.

### Mei
- 3 - FC Groningen wint voor het eerst in de clubhistorie de KNVB beker.
- 10 - Cartoon Network haalt in Nederland The Powerpuff Girls, Cow and Chicken en Dexter's Laboratory na deze datum van de buis, waardoor er na achttien jaar een einde komt aan de uitzending van Cartoon Cartoons door de zender.
- 12 - Bram van Ojik maakt bekend per direct af te treden als fractievoorzitter van GroenLinks ten gunste van Jesse Klaver, die met zijn 29 jaar de jongste fractievoorzitter uit de Nederlandse parlementaire geschiedenis is.
- 12 - Opnieuw een zware aardbeving in Nepal, deze heeft een kracht van 7,4 op de schaal van Richter.
- 14 - Het Israëlische kabinet-Netanyahu IV treedt aan.
- 16 - Weer een aardbeving in Nepal, deze had een kracht van 5,7 op de schaal van Richter. Dit is de derde zware aardbeving in korte tijd in dit gebied.
- 21 -  In België wint voetbalclub KAA Gent voor het eerst de landstitel.
- 23 - de zestigste editie van het Eurovisiesongfestival vindt plaats in Wenen, de hoofdstad van Oostenrijk. Zweden wint de zestigste editie van het liedjesfestijn met het op drie na hoogste puntenaantal ooit.
- 26 - Eerste Kamerverkiezingen in Nederland.

### Juni
- 9 - De nieuwe Nederlandse Eerste Kamer wordt geïnstalleerd.
- 12 - De eerste editie van de Europese Spelen 2015 begint.
- 26 - Bij de Franse stad Lyon wordt een persoon onthoofd bij een aanslag op een gasfabriek. De aanslag werd gepleegd door een ex-werknemer. Er vallen twee gewonden.
- 26 - Een aanslag op een strand in de stad Sousse, in Tunesië, kost minstens 37 mensen het leven.
- 26 - Een zelfmoordaanslag vindt plaats in Koeweit. Deze aanslag wordt geclaimd door Islamitische Staat.
- 27 - In Den Haag wordt Mitch Henriquez door agenten met geweld gearresteerd. Een van de agenten houdt hem in een nekklem terwijl de andere vier agenten hem bij zijn armen en benen vastpakken en hem vervolgens in een politiebusje dragen. Door de gewelddadige arrestatie krijgt Henriquez zuurstofgebrek, waarna hij een dag later in het ziekenhuis overlijdt. Een dag na zijn overlijden ontstaat veel onrust in de Haagse Schilderswijk.

### Juli
- 1 - Luxemburg neemt het voorzitterschap van de Raad van de Europese Unie over van Letland.
- 4 - De Grand Départ van de Ronde van Frankrijk in Utrecht.
- 14 - Aankomst van de sonde New Horizons bij de dwergplaneet Pluto.
- 20 - De president van de Verenigde Arabische Emiraten, sjeik Khalifa bin Zayed Al Nahayan, kondigt een tolerantiedecreet af. Strafbaar is voortaan iedere daad die haat teweegbrengt, onverdraagzaamheid bevordert of discrimineert op grond van geloof, etnische afkomst, huidskleur etc. Het wordt verboden om iemand een "ongelovige" te noemen, in het openbaar of op de sociale media.
- 26 - De Brit Chris Froome wint voor de tweede keer in zijn carrière de Ronde van Frankrijk.
- juli - Na meer dan vijftig jaar heropenen de Verenigde Staten en Cuba hun ambassades in elkaars hoofdstad.

### Augustus
- 3 - In Alphen aan den Rijn vallen twee bouwkranen en een brugdek op panden naast de Koningin Julianabrug. De kranen moeten het brugonderdeel verplaatsen maar raken uit balans en komen boven op vier panden en een winkel terecht. Het scheepvaartverkeer op de Oude Rijn wordt hierdoor ernstig ontregeld.
- 3 - Het parlement van Kosovo wijzigt de grondwet voor de oprichting van de Kosovorechtbank in Den Haag. Deze moet oordelen over de verdenking van orgaanhandel en andere oorlogsmisdaden door de opstandelingen in 1998/99.
- 12 - Bij twee explosies in het havengebied van Tianjin komen meer dan 120 mensen om het leven en zijn meer dan 700 gewonden[1]
- 22 - Bij een vliegtuigshow in Engeland verongelukt een Hawker Hunter, er komen zeven mensen om het leven.
- 28 - De tropische storm Erika maakt in de eilandstaat Dominica twintig jaar ontwikkeling ongedaan.

### September
- 7 - Bij overstromingen in het noordoosten van India worden 200.000 bewoners gedwongen hun huis te verlaten.
- 9 - Koningin Elizabeth II wordt de langst regerende monarch in de Britse geschiedenis.
- 12 - De uiterst linkse Jeremy Corbyn wordt gekozen tot leider van de Britse Labour Party met steun van zestig procent van de leden.
- 15 - Toby Fox brengt zijn later redelijk bekende Undertale voor de markt.
- 17 - Chili wordt getroffen door een zware aardbeving van 8,3 op de schaal van Richter. Hierbij vinden zeven mensen de dood en er vallen duizenden gewonden. De aardbeving is tot in delen van Brazilië voelbaar.
- 18 - De Amerikaanse keuringsdienst EPA maakt bekend dat Volkswagen gefraudeerd heeft met software die de uitlaatgassen van auto's beïnvloedt. De affaire wordt algemeen bekend als de Dieselgate.
- 22 - In de Bundesligawedstrijd Bayern München - VfL Wolfsburg maakt de Pool Robert Lewandowski, die aan het begin van de tweede helft bij een achterstand van 0-1 is ingevallen, in negen minuten tijd vijf doelpunten, zodat de ploeg uit Beieren de match wint met 5-1.
- 23 - De Europese ministers voor asielzaken nemen een meerderheidsbesluit tot spreiding van de vluchtelingenstroom over de lidstaten. Hongarije, Tsjechië, Slowakije en Roemenië stemmen tegen.
- 24 - Bij de jaarlijkse bedevaart in Mekka overlijden tijdens de pelgrimage ten minste 2.110 mensen door verdrukking, waaronder zeker 465 Iraniërs.[2]
- 24 - Opening Train World, het museum van de NMBS in Schaarbeek.
- 28 - Totale maansverduistering boven Nederland en België.
- 28 - NASA houdt een persconferentie over mogelijk stromend water op Mars.
- 30 - Rusland begint met het uitvoeren van luchtaanvallen op Syrië in het kader van de Syrische Burgeroorlog.

### Oktober
- 3 - Bij een Amerikaans bombardement op een ziekenhuis in de Afghaanse Kunduz komen 42 mensen om het leven, onder wie een aantal stafleden van de hulporganisatie Artsen zonder Grenzen.
- 5 - Luchtvaartmaatschappij Air France maakt bekend dat er de komende jaren 2900 banen zullen verdwijnen bij het bedrijf.
- 6 - Voor de Belgische kust komen het Nederlands vrachtschip Flinterstar en een gastanker varend onder de vlag van de Marshalleilanden met elkaar in aanvaring. De gastanker kan naar de haven van Zeebrugge worden gesleept. Het 130 meter lange vrachtschip zinkt. Alle bemanningsleden kunnen worden gered.
- 7 - De WHO maakt bekend dat er afgelopen week voor het eerst in anderhalf jaar wereldwijd geen nieuwe besmetting van ebola is gerapporteerd.
- 8 - De ethische commissie van de UEFA schorst voorzitter Michel Platini hangende het onderzoek naar een dubieuze betaling, door FIFA-president Sepp Blatter aan hem gedaan.
- 9 - De Nobelprijs voor de Vrede wordt toegekend aan het Tunesische Nationale Dialoogkwartet, een samenwerkingsverband van organisaties die zich inzetten voor de nieuwe democratie na de Jasmijnrevolutie.
- 11 - De eerste manifestatie van PEGIDA Nederland in Utrecht vindt plaats.
- 13 - Het Nederlandse Circus Herman Renz wordt officieel failliet verklaard.
- 30 - Een brand in nachtclub Colectiv in Boekarest vindt plaats.
- 31 - Kogalymavia-vlucht 9268 uitgevoerd met een Airbus A321 van de Russische luchtvaartmaatschappij Kogalymavia stort ten gevolge van een bomaanslag neer op het Egyptische schiereiland Sinaï. Bij de crash komen alle 224 inzittenden om het leven. President Poetin kondigt een dag van nationale rouw af.

### November
- 5 - Bij een dambreuk in een mijn van BHP Billiton te Mariana komt zestig miljoen liter giftig water en modder vrij. Hierbij vallen minstens 12 doden en verschillende gewonden. De dambreuk veroorzaakt naast een ravage ook een enorme ecologische ramp onder andere in de rivier Rio Doce.[3]
- 13 -  Bij een zestal aanslagen door terreurgroep IS in Parijs vallen meer dan 130 doden en raken bijna 400 mensen gewond. Het zijn de ergste aanslagen in Europa sinds de aanslagen in Londen van 7 juli 2005.
- 14 - Intocht van Sinterklaas in de Drentse plaats Meppel.
- 17 - De voetbalwedstrijd Nederland- Duitsland die in Hannover gespeeld zou worden, gaat niet door vanwege terreurdreiging.
- 18 - De Surinaamse dollar wordt met 20% gedevalueerd. Oorzaken van de waardevermindering van de munt zijn de sterke daling van de olie- en de goudprijzen en het uitgavenbeleid van het eerste kabinet-Bouterse II.
- 20 - Een gijzeling in de Malinese hoofdstad Bamako kost 21 mensen het leven.
- 24 - De Turkse luchtmacht haalt in het grensgebied met Syrië een Russisch Soechoj Su24 gevechtsvliegtuig neer. Het incident leidt tot een crisis in de betrekkingen en een economische boycot door Rusland van Turkije.
- 30 - Suralco staakt de winning van bauxiet in Suriname.

### December
- 2 - Bij een schietpartij in een zorgcentrum in de Amerikaanse stad San Bernardino vallen 14 doden en 21 gewonden. De daders vluchten per auto en worden enkele uren na het bloedbad gedood door de politie. Terreurgroep IS eist de aanslag op.
- 3 - De Friesenbrücke over de Eems wordt geramd door vrachtschip Emsmoon, varende onder de vlag van Antigua en Barbuda, waardoor het spoorverkeer tussen Groningen en Duitsland voor jaren onmogelijk wordt.
- 7 - In het Darwinpark te Zaandam wordt begonnen met de aanplant van het eerste Nederlandse Tiny Forest.
- 12 - Tweede Kamer-voorzitter Anouchka van Miltenburg stapt per direct op nadat haar functioneren te veel onder druk is komen te staan als gevolg van haar optreden rond het vernietigen van een klokkenluidersbrief die aan haar was gestuurd met gedetailleerde informatie over de deal tussen voormalig staatssecretaris van Veiligheid en Justitie Fred Teeven en crimineel Cees H.
- 12 - Het Akkoord van Parijs wordt getekend tijdens de Klimaatconferentie van Parijs 2015.
- 12 - Het directe postverkeer tussen Cuba en de Verenigde Staten wordt na 52 jaar hervat.
- 16 - Hevige onlusten in Geldermalsen verhinderen de gemeenteraad om te stemmen over de komst van een groot asielzoekerscentrum.  De plannen zullen in de volgende dagen van tafel gaan.
- 27 - In Noordwest-Engeland, met name ten noorden van Manchester, hebben duizenden mensen hun woning moeten verlaten vanwege zware overstromingen. Onder meer de Irwell en Ribble zijn ver buiten hun oevers getreden. Het is de derde keer binnen slechts een maand dat er in dit gebied sprake is van zware wateroverlast.
- 28 - Het Iraakse leger verklaart Ramadi te hebben heroverd op IS.
- 31 - Het Nederlandse dierenpark Emmen sluit na 80 jaar de deuren. Op 25 maart 2016 opent het park onder de naam Wildlands op een nieuwe locatie in Emmen.
- 31 - Rond de 1200 vrouwen worden tijdens de oudejaarsfestiviteiten in Keulen en Hamburg aangerand en bestolen door vreemdelingen, meest Noord-Afrikanen die in de stroom asielzoekers Duitsland zijn binnengekomen.
- 31 - Een wolkenkrabber in Dubai staat in brand. 15 mensen raken lichtgewond, 1 persoon overlijdt aan een hartaanval.
- 31 - Het Nederlandse warenhuisconcern Vroom & Dreesman gaat failliet.

## Cultuur

### Kunst
- Zentrum für verfolgte Künste wordt opgericht.

## Geboren
Mei
- 2  - Charlotte van Wales, Brits prinses

Juni
- 15 - Nicolas van Zweden, Zweeds prins

## Weerextremen
Wereldwijd werd 2015 met enige afstand het warmste jaar op aarde ooit gemeten. De temperatuur op aarde was volgens de NOAA gemiddeld 14,79 graden Celsius, ruim anderhalve graad boven het temperatuurgemiddelde in de twintigste eeuw. De WMO maakte in januari 2016 tevens bekend dat het temperatuurgemiddelde van het afgelopen jaar voor het eerst een hele graad boven het gemiddelde van het pre-industriële tijdperk lag.

### België
In België was 2015 het op vier na warmste jaar sinds het begin van de metingen in 1833, mede door de warme maand december. De jaargemiddelde temperatuur bedroeg 11,3 graden.
- 1 november: Hoogste maximumtemperatuur ooit op deze dag: 20,8 °C[7]
- 2 november: Hoogste maximumtemperatuur ooit op deze dag: 17,4 °C
- 5 november: Hoogste maximumtemperatuur ooit op deze dag: 18,3 °C
- 7 november: Hoogste maximumtemperatuur ooit op deze dag: 19,4 °C[8]
- Nacht van 6 op 7 november: Warmste nacht ooit gemeten in Ukkel: 16,4 °C[9]
- December: Warmste decembermaand ooit met gemiddeld 9,6 °C (normaal = 3,9 °C). Verder kwam er geen enkele vorstdag voor, wat uitzonderlijk is. December 2015 was zelfs warmer dan de warmste maand maart ooit voorheen.[10]

### Nederland
- 9 januari: Hoogste maximumtemperatuur ooit op deze dag (samen met 2007): 13,7 °C[11]
- 31 maart: Een lentestorm raast over Nederland. Tot diep in het binnenland komen windstoten tot 100 km per uur voor, op de wadden zelfs 120 km per uur.[12]
- 5 juni: Hoogste maximumtemperatuur ooit op deze dag: 31,8 °C[13]
- 1 juli: Hoogste maximumtemperatuur ooit op deze dag: 33,1 °C.[14]
- 30 juni t/m 5 juli: 40ste hittegolf in Nederland. In Maastricht wordt op 2 juli een maximumtemperatuur van 38,2 °C gemeld, de op een na hoogste temperatuur ooit in Nederland gemeten.[15]
- 25 juli: Storm van 25 juli 2015: De zwaarste zomerstorm sinds de start van de metingen (1901) raast over Nederland. In IJmuiden wordt windkracht 10 gemeten en in het hele land komen zware tot zeer zware windstoten voor van 80 tot 120 km per uur.
- 31 juli: Laagste minimumtemperatuur ooit op deze dag: 5,1 °C.[14]
- 17 augustus: Laagste maximumtemperatuur ooit op deze dag: 15,2 °C en regenrecord.[16]
- 15 t/m 17 augustus: In delen van Drenthe en Overijssel regent het 60 uur onafgebroken.[17]
- 24 augustus: In het dorp Wieringerwerf veroorzaakt een plaatselijke tornado ernstige materiële schade aan boerderijen en huizen.[18]
- September: Koudste september in Nederland sinds 2001 en laagste maximale temperatuur sinds 1950: op de warmste dag was het slechts 20,2 graden.[19]
- 6, 7, 8 en 9 november: Hoogste maximumtemperatuur ooit op deze opeenvolgende dagen: resp.; 17,1 °C, 18,5 °C en 17,3 °C.[20]
- 17 november: Hoogste maximumtemperatuur ooit op deze dag: 15,6 °C.[20]
- 18 november: Hoogste maximumtemperatuur ooit op deze dag: 14,5 °C.[20]
- 17 december: Hoogste maximumtemperatuur ooit op deze dag: 15,3 °C.[20]
- 19 december: Hoogste maximumtemperatuur ooit op deze dag: 14,1 °C.[20]
- 22 december: Hoogste maximumtemperatuur ooit op deze dag: 14,4 °C.[20]
- 25, 26 en 27 december: Hoogste maximumtemperatuur ooit op deze opeenvolgende dagen resp: 14,0 °C, 14,4 °C en 13,1 °C. Kerst 2015 is daarmee de warmste sinds het begin van de metingen in 1901.[21]
- December werd de warmste decembermaand ooit, met 9,7 °C tegen 3,7 °C normaal. Nergens in Nederland werd in deze maand ook maar een graadje vorst gemeten. Ook dit is een unicum voor december.[22]